# Nicolás Viera
Nicolás Viera, vollständiger Name Nicolás Viera Cabrera, (* 7. August 1998 in Montevideo) ist ein uruguayischer Fußballspieler.

## Karriere
Der 1,70 Meter große Abwehr - bzw. Mittelfeldspieler Viera gehörte seit 2012 der Nachwuchsmannschaft des uruguayischen Profiklubs Sud América an. Bereits im September 2015 und somit in der Saison 2015/16 gehörte er im Spiel der Profimannschaft gegen den Club Atlético Rentistas erstmals zum Spieltagskader, wurde allerdings nicht eingesetzt. Er debütierte schließlich am 5. Juni 2016 in der Primera División, als er von Trainer Julio Fuentes am 15. Spieltag der Clausura beim 1:0-Auswärtssieg gegen El Tanque Sisley in der 81. Spielminute für Maximiliano Russo eingewechselt wurde. Dies blieb sein einziger Saisoneinsatz. Während der Saison 2016 kam er nicht zum Einsatz.